# Daniel Rutherford
Daniel Rutherford (Edimburgo, 3 de novembro de 1749 — 15 de novembro de 1819) foi um médico e químico escocês.
É conhecido por ter descoberto e isolado o elemento químico nitrogênio, descrevendo algumas de suas propriedades, em 1772. Também descreveu o oxigênio, que denominou de "ar vital".